# Хиркан II
Хиркан II ( до 30. п. н. е.) је био краљ Јудеје (67—66 и 63—40. п. н. е.) и првосвештеник 76—66 и 63—40. п. н. е. За време владавине његове мајке Саломе Александре био је првосвештеник 76—67. п. н. е. Био је веома слаба личност, којом су други лако управљали. Подржавао је попут мајке фарисеје, па је његов млађи брат Аристобул II 67. п. н. е. почео грађански рат да спречи његово преузимање трона. Поражен је у грађанском рату и одрекао се 66. п. н. е. положаја краља и првосвештеника. Његов главни саветник Антипатар Идумејац потакао га је да уз помоћ Набатејаца започне рат против брата. Помпеј Велики му је 63. п. н. е. вратио положај првосвештеника, али територију Јудеје је битно територијално смањио. Римска војска је више пута угушила побуне или покушаје свргавања Хиркана. Као слаб владар био је под пуном контролом Антипатра Идумејца, а након његове смрти под контролом Ирода Великога. Антигон Хасмонејац је 40. п. н. е. преузео власт уз помоћ парћанске војске, а Хиркан II је одведен у заробљеништво у Вавилонију, одакле се вратио након Антигонове смрти и доласка на власт Ирода Великога.

## Као првосвештеник подржава фарисеје
Аристобул II је старији син хасмонејскога краља Јудеје Александра Јанеја и Саломе Александре. Након смрти оца Алксандра Јанеја 76. п. н. е. обављао је функцију првосвештеника, а световну власт преузела је његова мајка Александра Салома од 76 до 67. п. н. е. За време владавине Саломе фарисеји су уз њену подршку преузели главне полуге власти. Фарисеје је подржавао Хиркан II, а његов млађи брат Аристобул II је попут свога оца подржавао садуцеје. Хиркан је за разлику од млађега брата био слабић, па су га фарисеји потпуно контролисали.

## Грађански рат
Када се Салома Александра разболила Хирканов млађи брат Аристобул II се бојао да ће након Саломине смрти фарисеји да постану још опаснији и да имају апсолутну власт. Очекивало се да Хиркан II преузме трон, а пошто је он био слабић фарисеји би били још моћнији. Аристобул II је због тога заузео много тврђава и спремио велику војску. Хиркан II и фарисеји су затворили Аристобулову жену и децу. Усред кризе Александра Салома је умрла 67. п. н. е., а Хиркан II је 67. п. н. е. постао нови краљ Јудеје. Међутим Аристобул је против њега започео рат. У бици код Јерихона већина војске напустила је Хиркана и прешла на страну Аристобула. Хиркан је након пораза побегао у тврђаву, где су били заточени Аристобулова жена и деца. Ипак успели су да постигну споразум 66. п. н. е., по коме је Аристобул II постао нови краљ и првосвештеник, а Хиркан се одрекао обе функције, а заузврат је добио Аристобулову кућу.

## Хиркан II уз помоћ Набатејаца побеђује и опседа Аристобула II
Споразум између двојице браће није био дугога века, јер се Хиркан II бојао да брат планира да га ликвидира. Такве страхове потпалио је Хирканов саветник Антипатар Идумејац, који је настојао да наговори Хиркана II да побегне код набатејскога краља Арете III. Антипатар Идумејац је подстрекавао најугледније Јевреје против Аристобула подсећајући их да се неправедно домогао краљевскога трона. Антипатар Идумејац је на крају подстакао Хиркана да побегне у Петру код Арете III. Хиркан II је од набатејскога краља Арете тражио подршку у повратку круне, а заузврат му је обећавао територије, које је Александар Јанеј раније отео од Набатејског царства. Уз помоћ набатејске војске Хиркан II је кренуо у рат против свога брата. Аристобул II се након пораза склонио у Јерусалим, а Арета III и Хиркан II су онда почели да га опседају. Аристобул се нашао у веома тешкој ситуацији, био је пред предајом.

## Римске интервенције
Хиркана II и Арету III зауставила је 64. п. н. е. интервенција римскога квестора Марка Емилија Скаура, кога је Аристобул II потплатио. Скаур је наредио Хиркану II и Арети III да прекину са опсадом запретивши им римском интервенцијом. Арета се након тога са својим Набатејцима враћао кући. Међутим Аристобул се није задовољио самим окончањем опсаде, него је напао и тешко поразио противника, који се повлачио. Током 63. п. н. е. у Сирију је стигао Помпеј Велики, па су два брата слала изасланства трудећи се да придобију Помпеја да их подржи. Помпеј је стао на страну Хиркана II сматрајући да ће као слабији брат бити поузданији римски савезник од Аристобула. Није одмах објављивао своју одлуку заваравајући тако Аристобула да би могао да оконча операције на околним територијама. Помпеј је 63. п. н. е. са војском кренуо на Јерусалим. Аристобул II му се предао, али Аристобулове присталице нису биле спремне да предају Јерусалим.

## Помпеј Велики поставља Хиркана за првосвештеника
Хирканове присталице су биле спремне да се предају, тако да је унутар Јерусалима дошло до расцепа, али ипак опсада се отегла. Након тромесечне опсаде Помпеј Велики је освојио Јерусалим 63. п. н. е. Помпеј Велики је Хиркана II поново поставио на положај првосвештеника 63. п. н. е. Јудеји је одузео све територије, које су јудејски краљеви освојили у ратовима. Јудеја је фактички постала римска клијентска државица. Аристобула II је као заробљеника заједно са његовом децом одвео у Рим. Хиркан није имао титулу краља, али попут краља владао је територијом Јудеје. Хиркан II се за време своје владавине ослањао на римску војну моћ и на свога саветника Антипатра Идумејца.

## Александрова побуна
Аристобулов син Александар од Јудеје побегао је Римљанима када су га спроводили са оцем у Рим. Појавио се 57. п. н. е. са 11.500 војника и утврдио се у Александриону. Хиркан није могао да сузбије побуну, претило му је и обарање са власти, па се обратио римском проконзулу Аулу Габинију. Аул Габиније и Марко Антоније победили су Александра од Јудеје, који се онда затворио у Александрион. Након опсаде Александар се предао, а Аул Габиније је након тога отишао у Јерусалим да успостави нови политички оквир. Краљевину је заменио олигархијом. Хиркан више није имао световну власт. Јудеју је Габиније поделио на пет округа: Јерусалим, Гадара, Аматус, Јерихон и Сепфорис. Аристобул II је 56. п. н. е. побегао из Рима и одмах је окупио велики број присталица. Аул Габиније је против њега послао војску, победио га, заробио и вратио у Рим.

## Други Александров устанак и после
Чим је римска војска под командом Аула Габинија била заузета походом у Египту Александар од Јудеје искористио је прилику, окупио је 30.000 војника и заузео 55. п. н. е. велики део Јудеје. Нико му се није могао супротставити, све док се Аул Габиније није вратио из Египта. Габиније га је победио и поново успоставио стари поредак и вратио власт Хиркану. Марко Лициније Крас је пре похода против Парћана и битке код Каре опљачкао јерусалимски храм и однео 10.000 таланата. Након избијања грађанскога рата између Цезара и Помпеја 49. п. н. е. Цезар је ослободио Аристобула II и дао му војску да се врати на власт у Јудеји. Међутим Помпејеве присталице су га успут отровале. Аристобуловога сина Александра од Јудеје убио је Метел Сципион у Антиохији, тако да је Хиркан био спашен од претеће опасности.

## Цезарови савезници
Када је Цезар предузео поход на Египат хтео је да учврсти Клеопатру. Није располагао са великом војском, а у помоћ му је за време Александријскога рата 47. п. н. е. долазио Митридат од Пергама, који није могао да прође поред Пелузија. Хиркан II и Антипатар Идумејац су тада променили страну и почели су да подржавају Цезара. Помогли су Митридату да прође крај Пелузију и послали су војну помоћ под командом Антипатра. Могуће је да је и Хиркан II учествовао у том походу. Хиркан II је позвао египатске Јевреје да помогну Цезара. Захвални Цезар је након окончања рата потврдио Хиркану II положај првосвештеника. Хиркан II је проглашен етнархом Јудеје. Антипатра Идумејца поставио је за прокуратора (управитеља) Јудеје.

## Велика моћ Антипатра и његових синова
Хиркан II је на тај начин поново уживао власт попут краља, а Антипатар Идумејац је био други човек у Јудеји. Антипатар Идумејац је учвршћивао Хирканову власт тражећи да га поштују, наглашавајући да ће Рим интервенисати у случају да се усуде да збаце Хиркана. Антипатар је у Јудеји сређивао послове по свом нахођењу користећи Хирканову тромост и слабост у царевању. Своје синове Фасаила и Ирода Великога поставио је за заповеднике у Јерусалиму и Галилеји. Ирод Велики се прославио ухвативши вођу велике разбојничке дружине. Завидни дворјани и неки од водећих људи након тога потицали су Хиркана да не дозволи да Антипатар и његови синови узурпирају власт. Оптуживали су Ирода да је незаконито без суђења погубио неке људе, па је Хиркан II онда позвао Ирода на одговорност. Секст Цезар је послао Хиркану поруку да ослободи Ирода одговорности, што је Хиркан одмах послушао. Ирод Велики је након тога отишао у Дамаск код Секста Цезара, који га је поставио за заповедника Коиле Сирије и Самарије. Добивши римску подршку Ирод је на челу војске кренуо на Јерусалим са циљем да збаци Хиркана. Међутим усусрет Ироду изашли су брат и отац Антипатар Идумејац и умирили су га.

## Ирод Велики
Након Цезарова убиства 44. п. н. е. Гај Касије Лонгин је наметнуо Јудеји данак. Ирод Велики је постављен за заповедника целе Сирије, а Касије му је обећао и да ће по окончању рата бити постављен за краља Јудеје. Малих је дао да се отрује Антипатар Идумејац, а Ирод се пред Хирканом осветио Малиху за очеву смрт наводећи тобоже Гаја Касија за наредбодавца. Од тада Хиркан II је наставио да Ироду даје велику власт, какву је уживао његов отац Антипатар. Ирод Велики се оженио Хиркановом унуком Маријамном и на тај начин се ородио са хасмонејском династијом. Након битке код Филипа 42. п. н. е. Марко Антоније је постао господар Истока, па су Ирод Велики и Хиркан II пожурили да му укажу почаст и од њега су добили потврду своје власти.

## Инвазија Парћана и Антигона
Син парћанскога краља Пакор I и Квинт Лабијен заузели су са јаком војском велики део Сирије 40. п. н. е. Аристобулов син Антигон Хасмонејац тражио је од њега да му помогне да се врати на власт и сруши Хиркана. Антипатрови синови и Хиркан II нису могли да се одупру надмоћној парћанској војсци. Са парћанском војском дошао је и Антигон, коме су се прикључили многи Јевреји. Ипак Антигон није могао да заузму тврђаву, па су Парћани понудили преговоре. На преговоре са Парћанима кренули су Фасаил и Хиркан II, али били су заробљени, иако су пре тога примили гаранције и заклетве. Антигон Хасмонејац је постављен за новога првосвештеника и краља Јудеје. Дали су му Фасаила и Хиркана II да их мучи. Хиркану је одгризао оба уха да не би могао да врши убудуће функцију првосвештеника. Функцију првосвештеника су могли да врше само они без телесне мане.

## Дубока старост
Заробљенога Хиркана су одвели у Вавилонију, где је живео и изгнанству међу вавилонским Јеврејима, који су му указивали велику почаст. Ирод Велики је у међувремену успео да 37. п. н. е. порази Антигона Хасмонејца и преузме власт. Ирод Велики је позвао Хиркана да се врати. По повратку указао му је велику почаст и дао му да председава државним саветом. Ирод је ипак 30. п. н. е. оптужио Хиркана за ковање завере са набатејским краљем и због тога га је погубио.